# 艾巴申州
艾巴申州，是阿爾巴尼亞中部地区的一个州份。面积为3199平方公里，人口数量为266,245人（2021年）。州府为爱尔巴桑市。

## 行政区划
2000年之前爱尔巴桑州下分为4个区：爱尔巴桑区、格蘭什區、利布拉德區和佩今區。自2015年地方政府改革后该州下分为7个市镇：貝爾什、策里克、爱尔巴桑、格拉姆什、利布拉什德、佩今及普雷尼亞斯。2015年之前市镇数量为50个。